# 伊犁條約
《伊犁条约》（又稱《中俄改訂條約》或《聖彼得堡條約》）是清朝与俄国簽定有關歸還新疆伊犁地區的條約，於光緒七年正月二十六日（1881年2月24日）在圣彼得堡簽定。中方條約文本原藏於中華民國外交部，現典藏於臺北外雙溪國立故宮博物院。

## 沿革概略
同治十年（1871年），沙俄趁浩罕汗國領導人阿古柏在天山南路宣布東突厥斯坦独立之际，出兵新疆伊犁地區；清政府多次交涉无果。
光緒三年（1877年），清政府平定新疆；次年派崇厚赴俄谈判收回伊犁问题。
光緒五年八月十七日（1879年10月2日），崇厚在沙俄胁迫下擅自签定《里瓦几亚条约》；按约中国仅收回伊犁河上游谷地，失去伊犁西部、南部和南、北疆边境土地甚多，此外还偿付兵费五百万卢布，朝野纷纷反对，清廷未许。
光緒六年（1880年），改派曾纪泽赴俄修订条约；光緒七年正月二十六日（1881年2月24日），签定《中俄改订条约》，即《伊犁条约》，因於俄國國都聖彼得堡簽訂又稱《聖彼得堡條約》。
《改订条约》下签订有：
- 子约一：伊犁界约 1882年8月6日 勘分霍尔果斯河段。
- 子约二：喀什噶尔界约（东北界约） 1882年12月7日 勘分喀什噶尔东北段，将边界由天山主脊南推。
- 子约三：科布多塔尔巴哈台界约（科塔界约） 1883年8月12日：勘分科布多至塔城段。
- 子约四：塔尔巴哈台西南界约 1883年10月3日 勘分塔城西南段，将边界由天山主脊南推。
- 子约五：续勘喀什噶尔界约 1884年6月3日 勘分喀什噶尔西北段，即著名的乌孜别里山口“俄国边界转向西南，中国边界一直向南”。

## 後續
根據條約，沙俄歸還伊犁，但仍獲得伊犁霍尔果斯河以西地区（并要求两国派员“勘改”北疆的斋桑卓尔以东地区），中國賠償俄國兵費九百萬盧布（折合白銀五百餘萬兩）；中國收回伊犁九城及特克斯等地。之前負責收復新疆的左宗棠對此條約表示滿意，說 : 「中俄和議，伊犁全還，界務無損。領事只設嘉峪關、吐魯番兩處，此外均作罷論，則商務亦尚相安。吉林俄船撤還，松花江不許俄船來往」，而對曾紀澤也表示讚揚：「劼剛此行，於時局大有裨益，中外傾心，差強人意也」。
同時，中俄雙方給哈薩克人一年的時間選擇入籍國家。

## 延伸閱讀
- 同、光年間中俄伊犁邊界交涉探討－以中俄訂定之條約及界圖為例，陳維新，頁259-291，空間新思維－歷史輿圖學國際學術研討會 （页面存档备份，存于）